# آلپ رتی

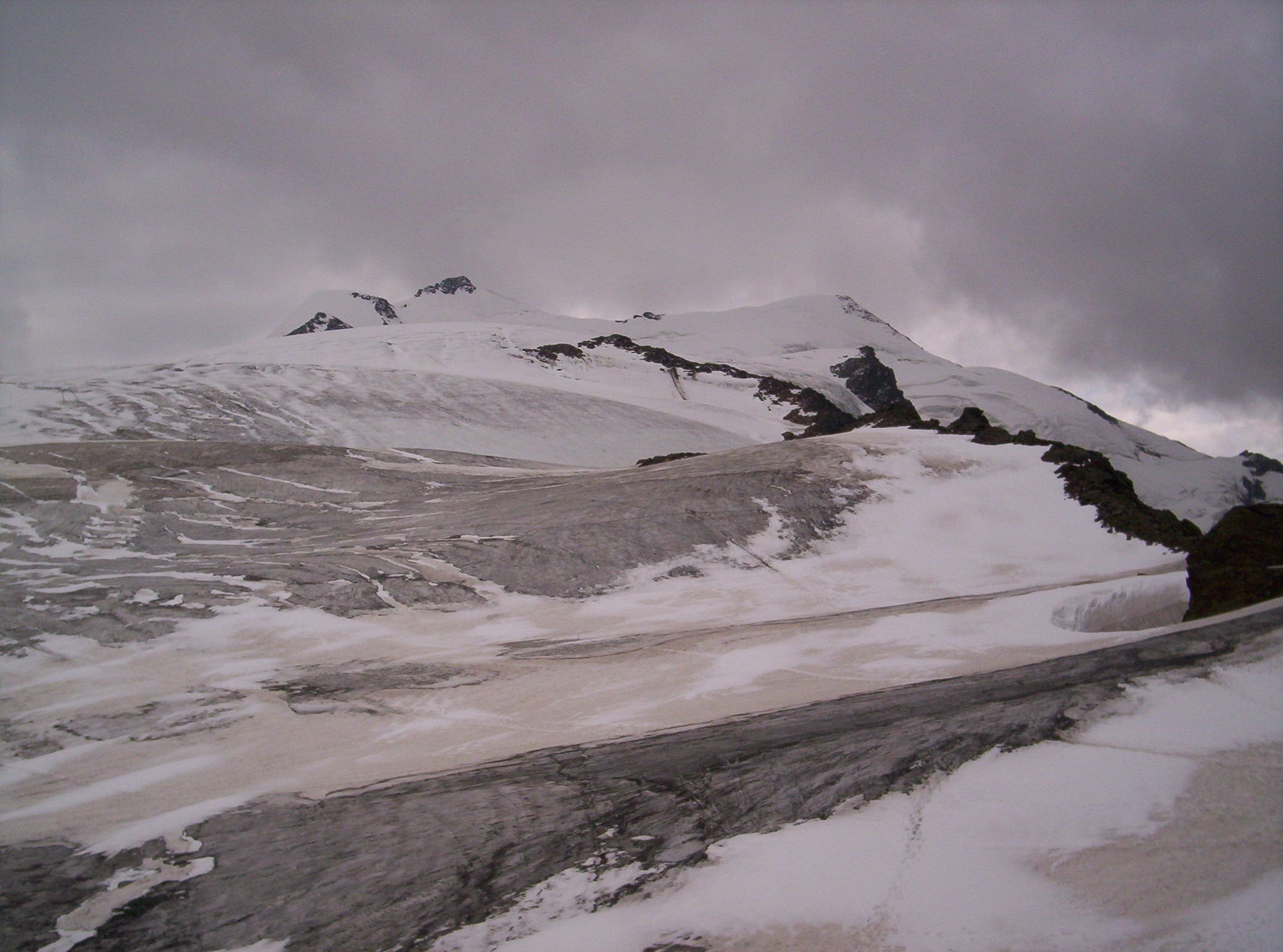
کوه کوداله با ارتفاع ۳٬۷۶۹ متر در اورتلر آلپ از زیررشته‌های راتین آلپ در ایتالیا.

آلپ رِتی (ایتالیایی: Alpi Retiche) رشته‌کوهی در کوه‌های آلپ شرقی است که بر پایه سیستم طبقه‌بندی SOIUSA به دو بخش آلپ رتی غربی و آلپ رتی شرقی تقسیم می‌شود. این کوه‌ها در امتداد مرزهای ایتالیا - سوئیس و اتریش - سوئیس، در کانتون گراوبوندن واقع در شرق سوئیس، تیرول در اتریش و در مناطق ایتالیایی ترنتینو آلتو آدیجه و لمباردی واقع شده‌اند.
این نام به یک استان رومی و مردم رتی مرتبط است که در ۱۵ سال پیش از میلاد مسیح تحت نفوذ امپراتوری آگوستوس قرار گرفتند.

## جغرافیا
بلندترین قله این کوه‌ها پیز برنینا نام دارد که با ارتفاع ۴٬۰۴۹ متر در کانتون گراوبوندن سوئیس و در نزدیکی مرز ایتالیا قرار دارد.
پارک ملی سوئیس در آلپ رتی غربی جای دارد.
در زمین‌شناسی، نام عصر یا اشکوب راتین که نشان‌دهنده پایان دوره تریاس است، از این کوه‌ها گرفته شده‌است.